# Pierre Adolphe Valette
Pierre Adolphe Valette, né le 13 octobre 1876 à Saint-Étienne (Loire) et mort le 18 avril 1942 à Blacé (Rhône), est un peintre français.

## Biographie

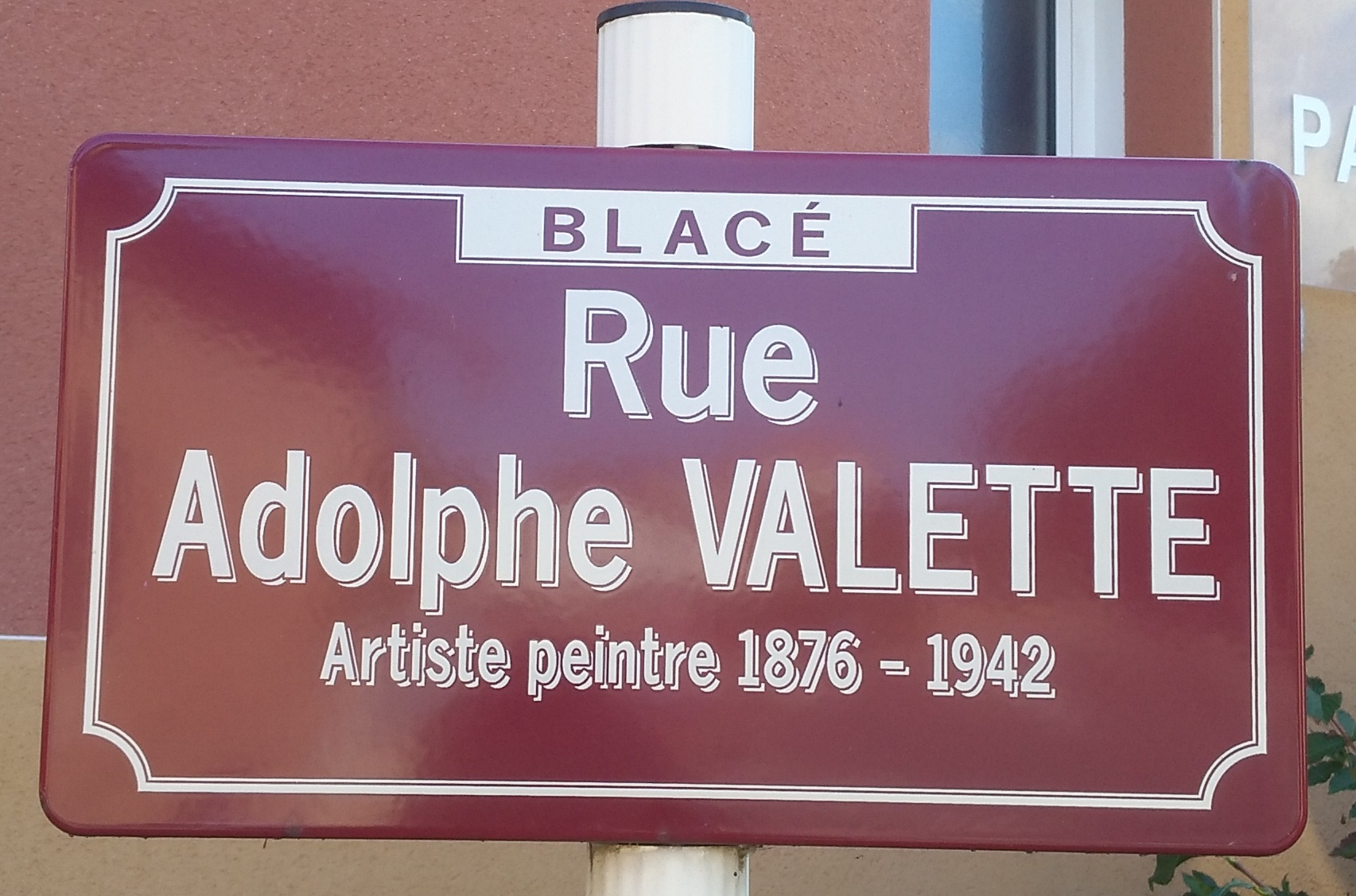
Plaque de la rue Adolphe-Valette à Blacé, en hommage au peintre.

Né à Saint-Étienne, Adolphe Valette poursuit sa formation au sein de l'École municipale des beaux-arts et des arts décoratifs, connue aujourd'hui comme l'École des beaux-arts de Bordeaux. Étant arrivé en Angleterre en 1904 pour de raisons inconnues, il poursuit davantage d'études au Birkbeck College de Londres puis s'installe à Manchester en 1907 où ses étudiants à l'institut de l'art profitent jusqu'à sa retraite en 1920 de sa nouvelle méthode d'enseignement, la peinture par démonstration.
Il créa un atelier et forma plusieurs peintres britanniques, dont Laurence Stephen Lowry. Il est réputé outre-Manche pour ses paysages urbains des villes voisines de Manchester et de Salford. Sa santé fragile l'oblige d'interrompre son activité d'enseignement. Adolphe Valette revient à Paris en 1928 puis s'installe à Blacé en Beaujolais où il meurt en 1942.

## Galerie

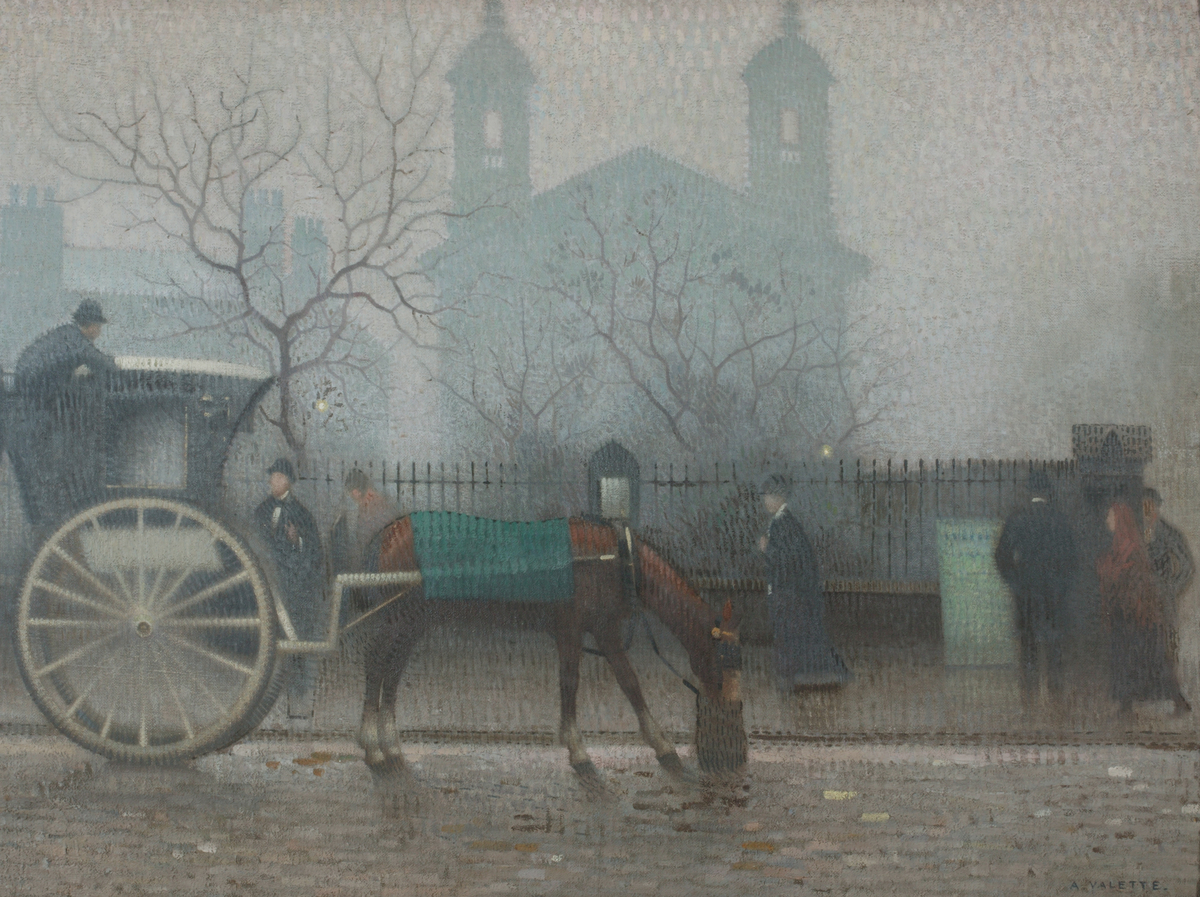
Hansom Cab at All Saints (1910), Manchester City Art Galleries
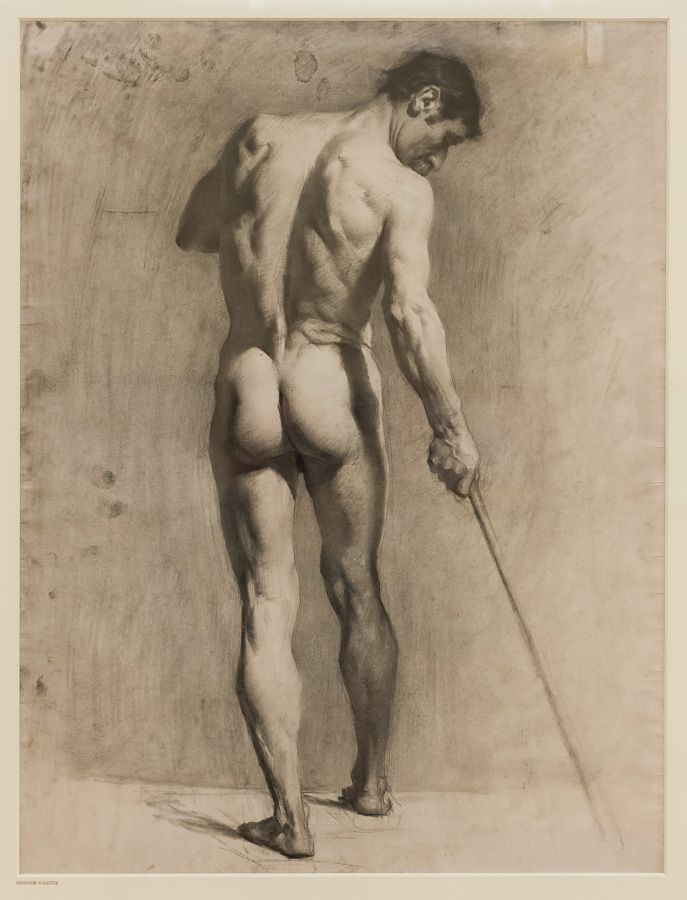
Académie de dos (1912), Manchester City Art Galleries
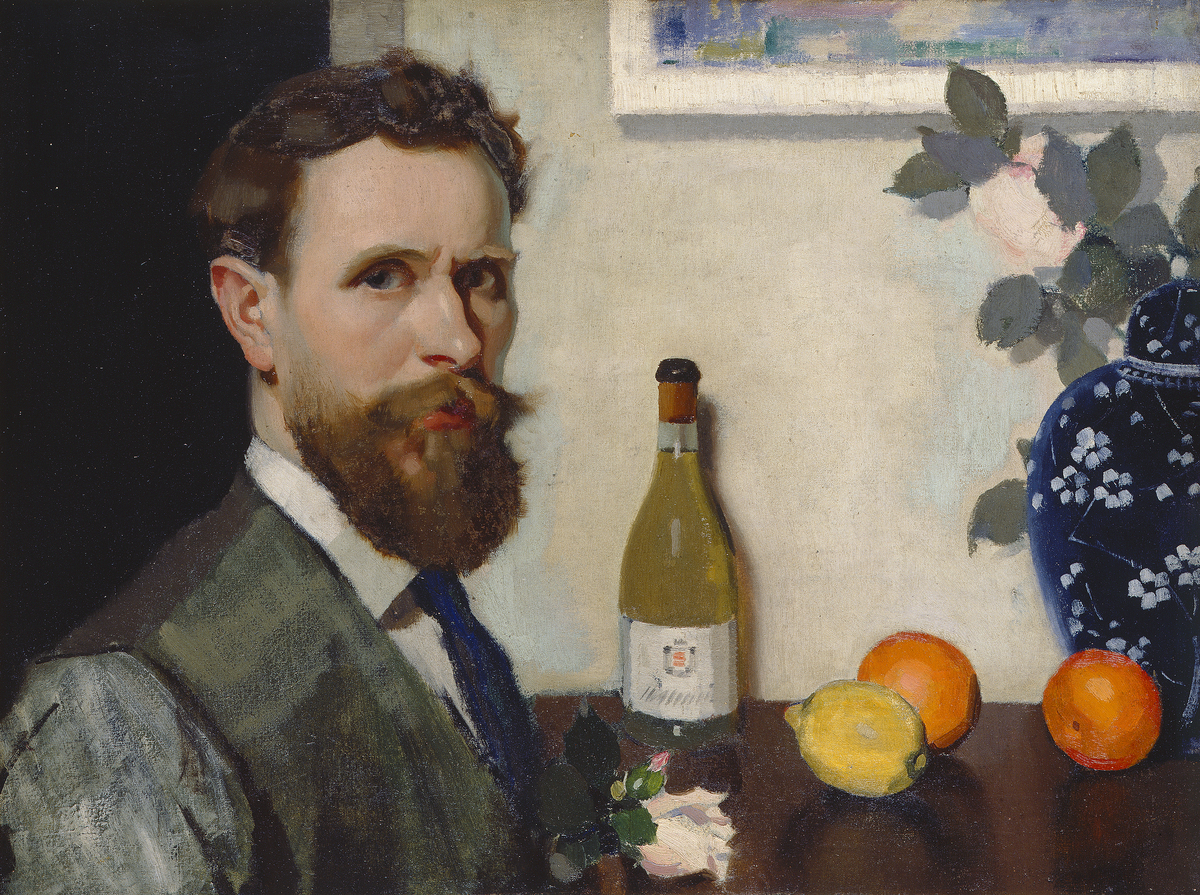
Autoportrait (1917), Manchester City Art Galleries
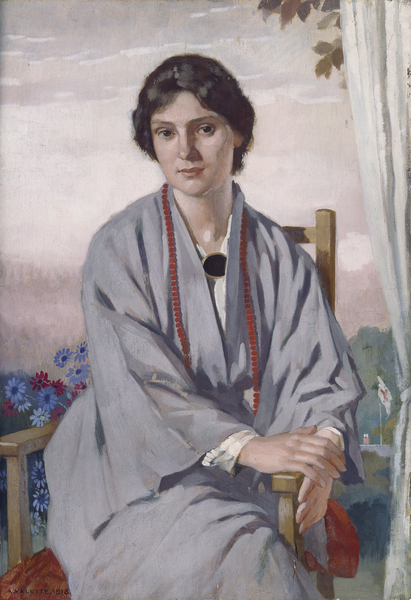
Portrait de M.A. Smith (1918), Manchester City Art Galleries